# Andrij Zubczenko
Andrij Wołodymyrowycz Zubczenko, ukr. Андрій Володимирович Зубченко (ur. 15 marca 1977 w Zaporożu) – ukraiński piłkarz, grający na pozycji pomocnika.

## Kariera piłkarska

### Kariera klubowa
Wychowanek Szkoły Piłkarskiej w Zaporożu. Pierwszy trener Władimir Chodus. W 1995 rozpoczął karierę piłkarską w miejscowym Wiktorze Zaporoże, skąd następną zimą przeniósł się do Torpeda Zaporoże. Latem 1999 został zaproszony do Dnipra Dniepropetrowsk. W lipcu 2004 roku po wygaśnięciu kontraktu z Dniprem podpisał nowy kontrakt z Metałurhem Zaporoże. We wrześniu 2005 zasilił skład Obołoni Kijów. Latem 2006 został piłkarzem MFK Mikołajów. W 2007 zakończył karierę piłkarską w klubie Dnister Owidiopol.

## Sukcesy i odznaczenia

### Sukcesy klubowe
- brązowy medalista Mistrzostw Ukrainy: 2001